# 메이 멀러
메이 멀러(Mae Muller, 1997년 8월 26일 ~ )는 잉글랜드의 싱어송라이터이다. 2023 유로비전 송 콘테스트 잉글랜드 대표 참가자이다.

## 음반 목록

### 정규 음반
- Sorry I'm Late (2023)

### 컴필레이션 음반
- Chapter 1 (2019)

### EP
- After Hours (2018)
- Frankly (2018)
- No One Else, Not Even You (2020)